# نصب بيت الصمود

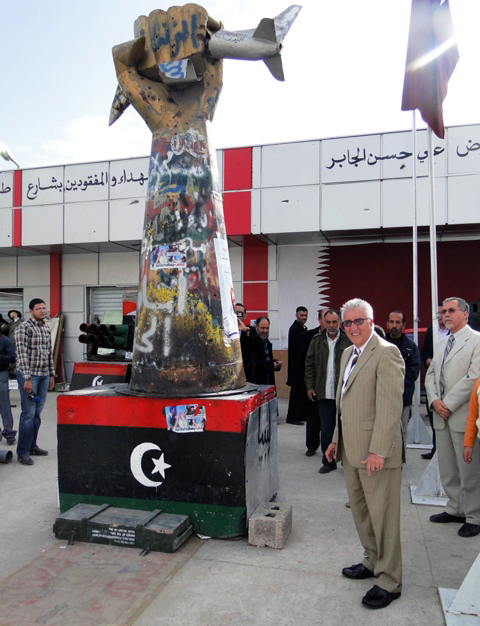

نصب بيت الصمود، هي قطعة فنية ملونة باللون الذهبي تقع أمام بيت القذافي المدمر جزئيا والمسمى «بيت الصمود» بمنطقة باب العزيزية في عاصمة ليبيا، طرابلس. هذا التمثال أنشأ في عهد الزعيم العقيد معمر القذافي بعد قصف منزل القذافي سنة 1986 من قبل طائرات أمريكية.
تردد هذا التمثال في التغطية الإعلامية لخطابات القذافي في التلفزيون في 22 فبراير و 20 مارس 2011, والتي صرح فيها بأنه سوف «يموت شهيدا».

## وصلات خارجية
- صورة للتمثال في موقع بي بي سي.
- صورة للتمثال من مجلة إسكواير 2008.